# جيمس نجوين
جيمس نجوين (بالإنجليزية: James Nguyen)‏ هو منتج أفلام وكاتب سيناريو ومخرج وممثل أمريكي، ولد في 1 سبتمبر 1966 في دا نانغ في فيتنام.

## وصلات خارجية
- جيمس نجوين على موقع IMDb (الإنجليزية)
- جيمس نجوين على موقع ألو سيني (الفرنسية)
- جيمس نجوين على موقع أول موفي (الإنجليزية)
- جيمس نجوين على موقع قاعدة بيانات الفيلم (الإنجليزية)
- جيمس نجوين على موقع كينوبويسك (الروسية)